# بولوگوئه
شهر بولوگوئه (به روسی: Бологое) در کشور روسیه و در اوبلاست ور واقع شده‌است.